# John McNamee (futbolista)
John McNamee (Coatbridge, Escocia; 11 de junio de 1941 – 28 de noviembre de 2024) fue un futbolista y entrenador de fútbol escocés que jugó en la posición de defensa.

## Equipos

### Jugador
| Periodo   | Club                  |
| --------- | --------------------- |
| 1959-1960 | Bellshill Athletic FC |
| 1960–1963 | Celtic FC             |
| 1963–1966 | Hibernian FC          |
| 1966–1971 | Newcastle United FC   |
| 1971–1973 | Blackburn Rovers FC   |
| 1973–1974 | Hartlepool United FC  |
| 1974      | Lancaster City FC     |
| 1975–1976 | Workington AFC        |

### Entrenador
| Periodo   | Club                                |
| --------- | ----------------------------------- |
| 1975–1976 | Workington AFC (Jugador-entrenador) |

## Logros
- Finalista de la Copa de Escocia en 1963.[2]